# Kina w Gdyni

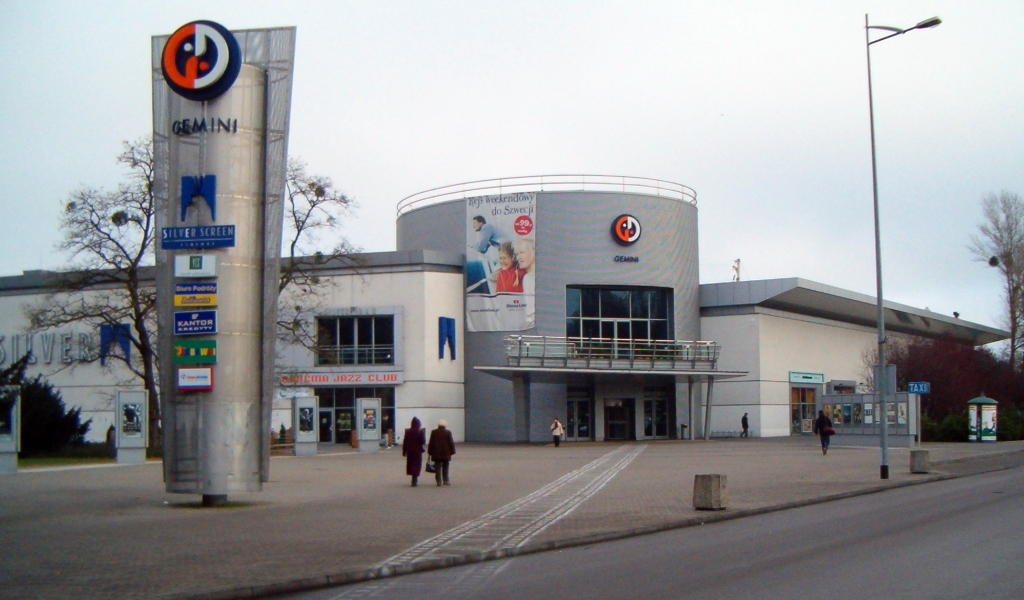
Multipleks Silver Screen (budynek nie istnieje), 2007

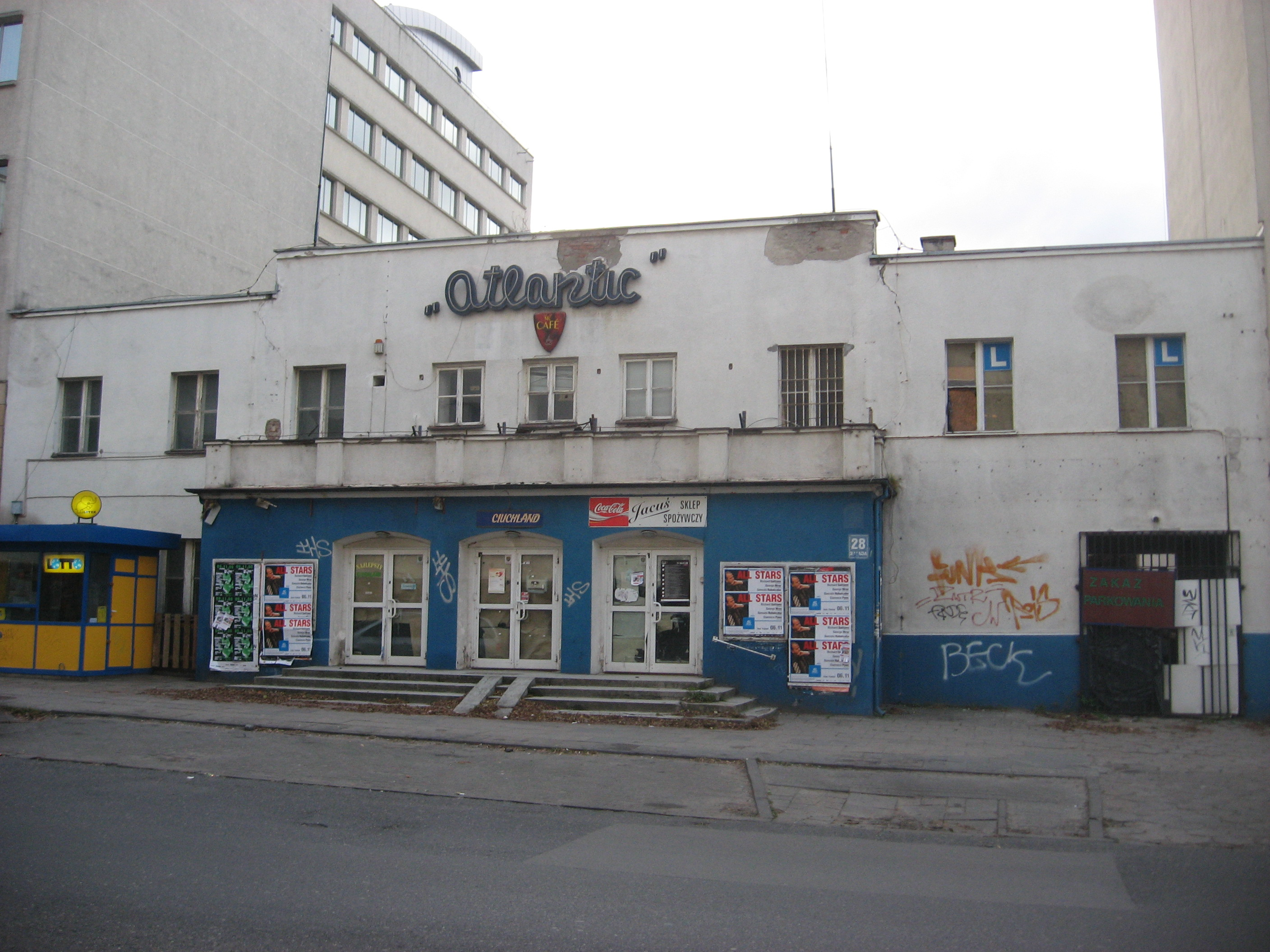
Historyczne kino Atlantic w Gdyni, przed wojną znajdowało się tu kino Lido

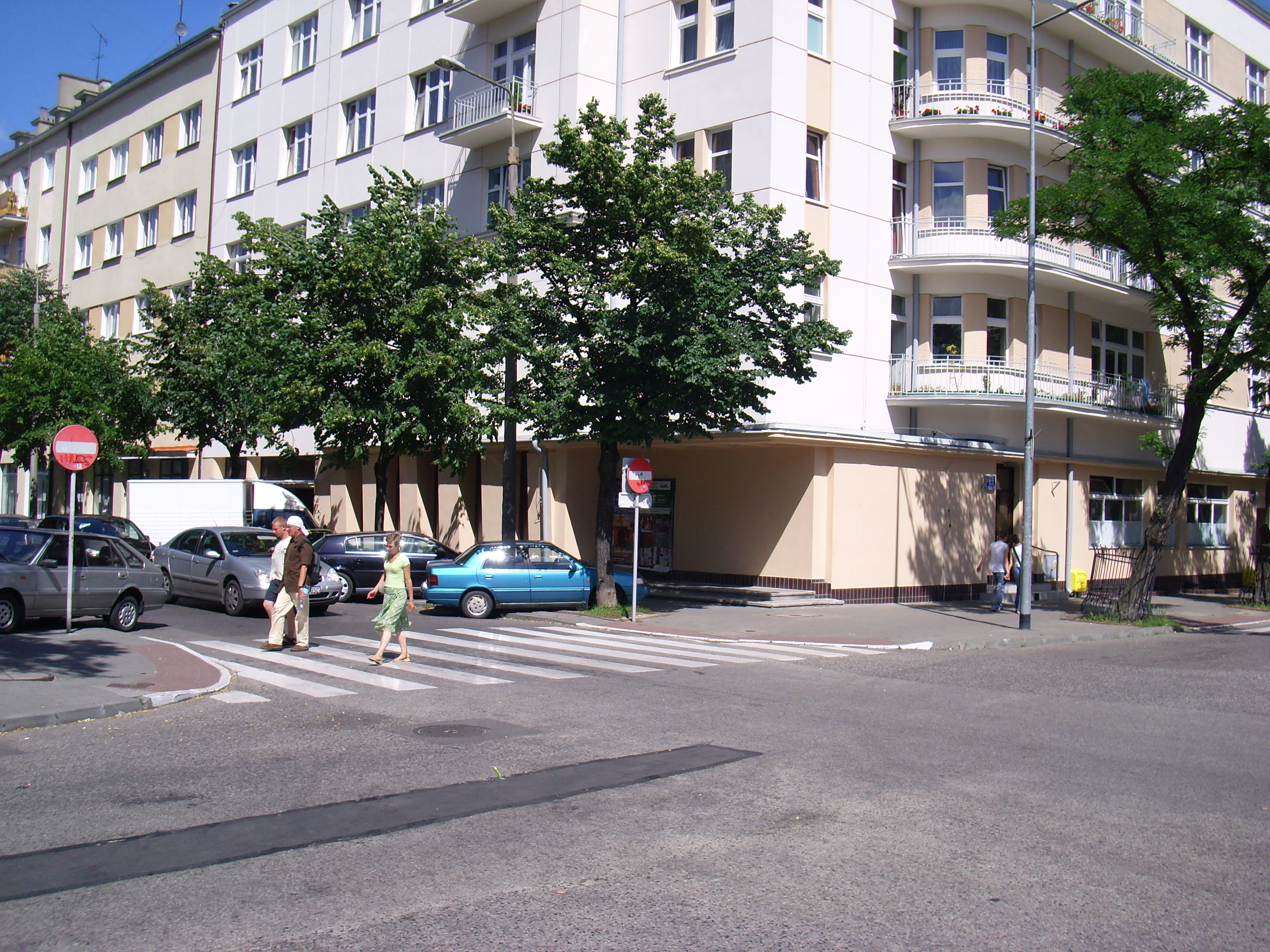
Historyczne kino Goplana w Gdyni, przed wojną znajdowało się tu kino Polonia

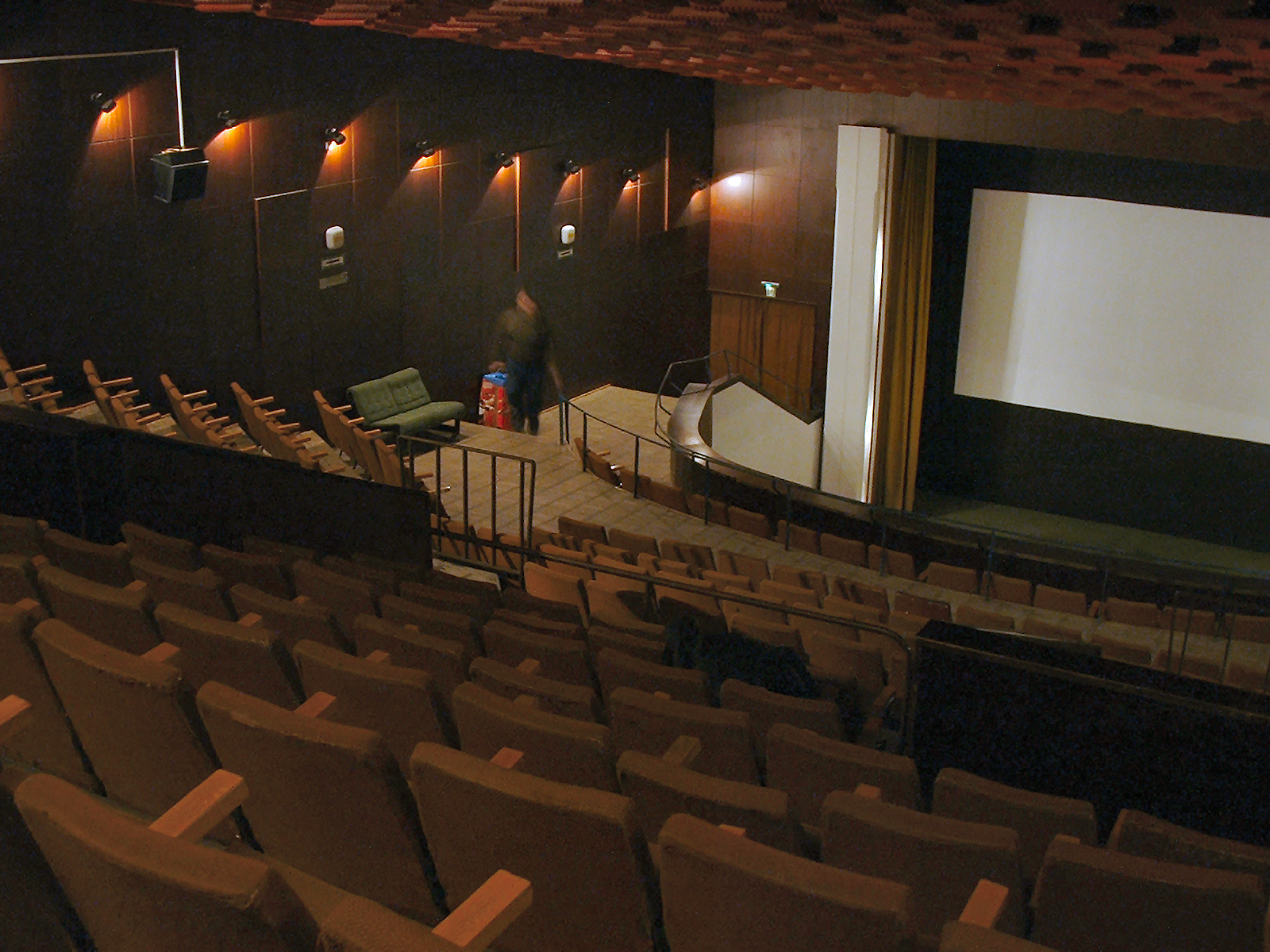
Balkon sali projekcyjnej historycznego kina Warszawa w Gdyni

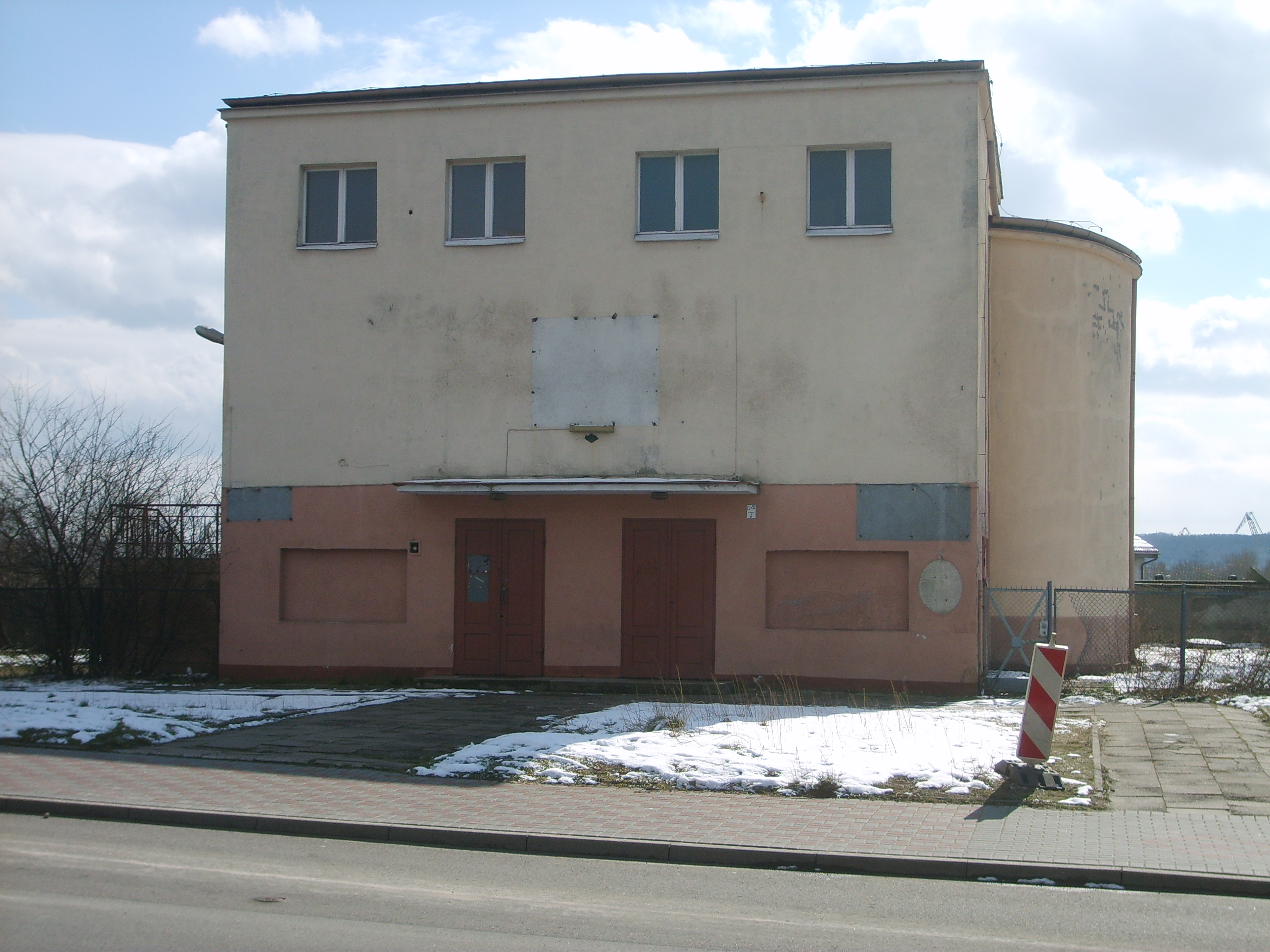
Zaniedbany budynek po kinie Marynarz na Obłużu (marzec 2008 r.)

Kina w Gdyni – wszystkie historyczne gdyńskie kina zostały zlikwidowane. Stan dzisiejszy to trzysalowe Gdyńskie Centrum Filmowe, jeden multiplex „Helios” oraz jedno kino studyjne „Klub Filmowy”.

## Kina współczesne
- Multikino – Śródmieście, Skwer Kościuszki, multipleks z 8 salami, otwarty 29 lipca 2000 jako Silver Screen. Zamknięte na przełomie września i października 2018.
- Grom (dawniej Mewa) – Oksywie, Rondo Bitwy pod Oliwą. Kinoteatr z największą salą kinową w Gdyni. Obecnie nie prowadzi projekcji filmowych.
- Klub Filmowy – Śródmieście, ul. Waszyngtona 1, otwarte 15 września 2005, miejsce projekcji, wystaw, kameralnych koncertów i spotkań z twórcami filmowymi.
- Dyskusyjny Klub Filmowy Żyrafa – Śródmieście, ul. Waszyngtona 1, obecnie działa przy Klubie Filmowym. Prezentuje filmy niepokazywane dotąd w kinach lub warte wznowienia, repliki ważnych polskich festiwali, promuje kino off-owe i eksperymentalne, współpracuje z Filmoteką Narodową.
- Klub Filmowy Riwiera – Śródmieście, ul. Zawiszy Czarnego 1 (przy Klubie Marynarki Wojennej). Rozpoczął działalność 14 listopada 2006 roku. Promuje kino niezależne. Organizuje spotkania z twórcami filmowymi.
- Helios – Wzgórze Św. Maksymiliana ul. Kazimierza Górskiego 2, w centrum handlowym Riviera, multiplex z 6 salami, oddany do eksploatacji 25 października 2013.
- Gdyńskie Centrum Filmowe – Śródmieście, pl. Grunwaldzki 2. Kino studyjne z trzema salami nawiązującymi nazwami do dawnych gdyńskich kin: Warszawa, Goplana i Morskie Oko. Otwarte 13 września 2015.

## Kina historyczne przedwojenne
- Bajka – przy Skwerze Kościuszki, obok kina Polonia. Uruchomione w 1931. Miał w nim siedzibę teatr Pro Arte.
- Bodega – działające od 1936 w wielofunkcyjnym pawilonie usytuowanym w miejscu dzisiejszego parkingu przy Riwierze. Pawilon wybudowany przez Brunona Zielińskiego (właściciela kina Czarodziejka) w wyniku decyzji o likwidacji kina Czarodziejka. Latem funkcjonowało jako kawiarnia i restauracja, a poza sezonem letnim jako kino. Pawilon spłonął w 1939.
- Czarodziejka – kinoteatr przy zbiegu ulic 3 maja i 10 Lutego, najstarsze kino Gdyni. Własność Brunona Zielińskiego. Uruchomione w 1926, zlikwidowane 6 maja 1937 w związku z rozbudową budynku Banku Gospodarstwa Krajowego.
- Gwiazda – przy ul. Świętojańskiej 36, kinoteatr, otwarty 8 marca 1939. Wybudowany według projektu arch. Langiewicza. Nazwa kina została wymyślona przez aktorkę Helenę Grossównę. Najnowocześniejsze kino w Gdyni w owych czasach – posiadało klimatyzację. Po wojnie uruchomiono w jego miejscu kino Bałtyk, później kino Warszawa.
- Lido – uruchomione w 1937 w budynku Mariana Mokwy przy ul. 3 Maja 28, naprzeciw Banku Polskiego. Wcześniej, od 1934 mieściła się w nim galeria obrazów tego malarza. Po wojnie w jego miejscu uruchomiono kino Atlantic.
- Morskie Oko – uruchomione w 1928 w restauracji Casino (powstała w 1923 roku jako Teatr nad Morzem, w 1925 zmieniono nazwę na Casino). Restauracja działała do 1939 roku, podczas wojny budynek uległ zniszczeniu, po wojnie dokonano rozbiórki.
- Polonia – przy ul. Żeromskiego, róg Skweru Kościuszki, uruchomione w 1937. Na seansie inauguracyjnym wyświetlono polski film Płomienne serca. W czasie okupacji zmieniono nazwę na  Apollo. Po wojnie w jego miejscu uruchomiono kino Goplana.

W 1937 we wszystkich gdyńskich kinach sprzedano 815 tys. biletów.

## Kina historyczne powojenne
- Atlantic (dawniej Lido) – Śródmieście, ul. 3 Maja 28, po zamknięciu w latach 90. XX w. przerobione na sklep spożywczy, a następnie na ciucholand. Oba sklepy charakteryzowała pochyła podłoga pozostała po widowni. Następnie obiekt wykorzystywany jako klub muzyczny: Atlantic;  Nowy Harem (od 2018 roku).
- Bałtyk – uruchomione po wojnie w miejscu przedwojennej Gwiazdy, przemianowane później na Warszawę.
- Fala (dawniej Zorza) – Grabówek, ul. Mireckiego.
- Goplana (dawniej Polonia) – Śródmieście, Skwer Kościuszki 10-12, zamknięte 31 maja 1999.
- Grom (wcześniej Mewa) – Oksywie, obecnie Sala Widowiskowa Klubu 3 Flotylli Okrętów im. kmdr. Bolesława Romanowskiego w Gdyni.
- Iskra – Witomino, działające w latach 1968–1979 przy ulicy Widnej, w budynku dawnej remizy strażackiej. Obiekt rozebrano w 1987 roku.
- Jagienka – Mały Kack, ul. Łowicka 51. Obecnie siedziba Centrum Kultury w Gdyni.
- Klubowe – Kamienna Góra, ul. Zawiszy Czarnego 1 (Klub Marynarki Wojennej „Riwiera”). Istniało w latach 1949–1969. Od listopada 2006 działa tam Klub Filmowy „Riwiera”, prezentujący kino OFF-owe.
- Marynarz – Obłuże, ul. Bosmańska 127, po zamknięciu w latach 90. XX w. przerobione na klub fitness i klub muzyczny Mix (również z pochyłą podłogą jak w budynku kina Atlantic). Obecnie znajduje się w tym miejscu Rezydencja Kino Marynarz (obiekt mieszkalno-usługowy).
- Mimoza – Śródmieście, ul. Portowa (mieściło się w dzisiejszym budynku policji).
- Neptun – Orłowo, al. Zwycięstwa. Od wielu lat sklep meblowy.
- Promień (dawniej Lily, otwarte w 1937 roku) – Chylonia, ul. Chylońska 44.
- Warszawa (dawniej Gwiazda i Bałtyk) – Śródmieście, ul. Świętojańska, zamknięte 3 marca 2003, w 2004 roku przebudowane na supermarket Albert, obecnie dyskont Biedronka. W ostatnich latach działalności odbywały się w nim projekcje Festiwalu Polskich Filmów Fabularnych.